# Love (песен на Михаел Варосян)
„Любов“ е песен на руския певец Михаел Варосян, която ще представи Армения на детския песенен конкурс „Евровизия 2015“. Автори на песента са Авет Барсегян и Лилит Навасердян.
Главното послание на песента е любовта. Мика и неговите приятели ще работят усилено на сцената в българската столица София, за да може зрителите да се докоснат до тази магия и да открият любовта си.

## Предистория
На 14 юли 2015 година ARMTV, арменската национална телевизия, обявява, че Михаел е избран да представя страната си на детската „Евровизия 2015“.